# Глинский, Игорь Александрович
Игорь Александрович Глинский — советский хозяйственный и политический деятель.

## Биография
Родился в 1935 году. Член КПСС.
С 1957 года — на хозяйственной, общественной и политической работе.
В 1957—1988 гг. — инженер, начальник смены, начальник цеха, секретарь парткома предприятия, секретарь, первый секретарь Свердловского райкома КПСС города Москвы, заведующий отделом культуры Московского горкома КПСС, заместитель директора Выставки достижений народного хозяйства.
Делегат XXVI съезда КПСС.
Умер в 1988 году в Москве.